# Fußballclub Hansa Rostock 2011-2012
Questa voce raccoglie le informazioni riguardanti il Fußballclub Hansa Rostock nelle competizioni ufficiali della stagione 2011-2012.

## Stagione
Nella stagione 2011-2012 l'Hansa Rostock, allenato da Peter Vollmann e Wolfgang Wolf, concluse il campionato di 2. Bundesliga al 18º posto e fu retrocesso in 3. Liga. In Coppa di Germania l'Hansa Rostock fu eliminato al primo turno dal Bochum.

## Rosa
| N. |                       | Ruolo | Calciatore      |
| -- | --------------------- | ----- | --------------- |
| 1  | Germania (bandiera)   | P     | Jörg Hahnel     |
| 2  | Rep. Ceca (bandiera)  | D     | Pavel Košťál    |
| 3  | Germania (bandiera)   | D     | Matthias Holst  |
| 4  | Germania (bandiera)   | D     | Robert Müller   |
| 5  | Germania (bandiera)   | C     | Dominic Peitz   |
| 6  | Germania (bandiera)   | C     | Michael Wiemann |
| 7  | Germania (bandiera)   | C     | Mohammed Lartey |
| 8  | Germania (bandiera)   | C     | Kevin Pannewitz |
| 9  | Germania (bandiera)   | A     | Lucas Albrecht  |
| 11 | Slovacchia (bandiera) | C     | Marek Mintál    |
| 13 | Germania (bandiera)   | D     | Stephan Gusche  |
| 14 | Germania (bandiera)   | C     | Tom Weilandt    |
| 15 | Namibia (bandiera)    | C     | Manfred Starke  |
| 16 | Germania (bandiera)   | D     | Dexter Langen   |
| 17 | Germania (bandiera)   | C     | Timo Perthel    |

| N. |                       | Ruolo | Calciatore                  |
| -- | --------------------- | ----- | --------------------------- |
| 19 | Germania (bandiera)   | P     | Kevin Müller                |
| 20 | Germania (bandiera)   | D     | Peter Schyrba               |
| 21 | Germania (bandiera)   | C     | Michael Blum                |
| 22 | Slovacchia (bandiera) | D     | Marek Janečka               |
| 23 | Svezia (bandiera)     | A     | Freddy Borg                 |
| 24 | Bulgaria (bandiera)   | C     | Edisson Jordanov            |
| 25 | Germania (bandiera)   | D     | Sebastian Pelzer            |
| 26 | Germania (bandiera)   | D     | Tommy Grupe                 |
| 27 | Germania (bandiera)   | C     | Björn Ziegenbein            |
| 28 | Germania (bandiera)   | A     | Marcel von Walsleben-Schied |
| 29 | Germania (bandiera)   | C     | Tobias Jänicke              |
| 30 | Germania (bandiera)   | D     | Pelle Jensen                |
| 33 | Germania (bandiera)   | A     | Tino Semmer                 |
| 35 | Germania (bandiera)   | P     | Johannes Brinkies           |

## Organigramma societario
Area tecnica
- Allenatore: Wolfgang Wolf
- Allenatore in seconda: Michael Hartmann
- Preparatore dei portieri: Alexander Ogrinc
- Preparatori atletici:

## Calciomercato

### Sessione estiva
| Acquisti | Acquisti      | Acquisti        | Acquisti |
| R.       | Nome          | da              | Modalità |
| -------- | ------------- | --------------- | -------- |
| C        | Dominic Peitz | Augusta         |          |
| D        | Pavel Košťál  | Wr. Neustädter  |          |
| C        | Marek Mintál  | Norimberga      |          |
| C        | Timo Perthel  | Sturm Graz      |          |
| A        | Tino Semmer   | Rot-Weiß Erfurt |          |

| Cessioni | Cessioni          | Cessioni           | Cessioni |
| R.       | Nome              | a                  | Modalità |
| -------- | ----------------- | ------------------ | -------- |
| A        | Radovan Vujanović | Preußen Münster    |          |
| C        | Sergey Evlyushkin | Babelsberg         |          |
| C        | Daniel Becker     | FSV 63 Luckenwalde |          |
| A        | Malick Bolivard   | Babelsberg         |          |
| P        | Andreas Kerner    | RB Lipsia          |          |
| D        | René Lange        | Hansa Rostock II   |          |
| A        | Enrico Neitzel    | Anker Wismar       |          |
| D        | Martin Stoll      | Dinamo Dresda      |          |
| C        | Tom Trybull       | Werder Brema       |          |

### Sessione invernale
| Acquisti | Acquisti      | Acquisti      | Acquisti |
| R.       | Nome          | da            | Modalità |
| -------- | ------------- | ------------- | -------- |
| A        | Freddy Borg   | Öster         |          |
| D        | Marek Janečka | Zlaté Moravce |          |

| Cessioni | Cessioni | Cessioni | Cessioni |
| R.       | Nome     | a        | Modalità |
| -------- | -------- | -------- | -------- |

## Risultati

### 2. Bundesliga

#### Girone di andata
| Arbitro: | Aytekin |

|            |           |                             |
| Semmer 19’ | Marcatori | 21’ Brückner 81’ Proschwitz |

| Arbitro: | Zwayer |

|          |           |                |
| Fořt 76’ | Marcatori | 54’ Ziegenbein |

| Rostock 8 agosto 2011, ore 20:15 CEST 3ª giornata | Hansa Rostock  | 0 – 0 referto | Bochum | DKB-Arena (15 500 spett.)\| Arbitro: \| Steinhaus-Webb \| |
| Arbitro:                                          | Steinhaus-Webb |               |        |                                                           |

| Duisburg 14 agosto 2011, ore 13:30 CEST 4ª giornata | Duisburg | 0 – 0 referto | Hansa Rostock | Schauinsland-Reisen-Arena (13 777 spett.)\| Arbitro: \| Ittrich \| |
| Arbitro:                                            | Ittrich  |               |               |                                                                    |

| Rostock 19 agosto 2011, ore 18:00 CEST 5ª giornata | Hansa Rostock | 0 – 0 referto | Alemannia Aquisgrana | DKB-Arena (14 700 spett.)\| Arbitro: \| Unger \| |
| Arbitro:                                           | Unger         |               |                      |                                                  |

| Arbitro: | Schriever |

|                                           |           |               |
| Hartmann 23’ Leitl 75’ (rig.), 90’ (rig.) | Marcatori | 56’ Pannewitz |

| Rostock 9 settembre 2011, ore 18:00 CEST 7ª giornata | Hansa Rostock | 0 – 0 referto | Eintracht Braunschweig | DKB-Arena (14 200 spett.)\| Arbitro: \| Siebert \| |
| Arbitro:                                             | Siebert       |               |                        |                                                    |

| Arbitro: | Steuer |

|                                       |           |             |
| Idrissou 2’, 57’ Meier 52’ Djakpa 90’ | Marcatori | 71’ Jänicke |

| Arbitro: | Cortus |

|                          |           |            |
| von Walsleben-Schied 24’ | Marcatori | 77’ Lavrič |

| Arbitro: | Aytekin |

|           |           |  |
| König 49’ | Marcatori |  |

| Arbitro: | Ittrich |

|                     |           |  |
| Peitz 40’ Holst 73’ | Marcatori |  |

| Arbitro: | Kampka |

|                                 |           |  |
| Langeneke 27’ (rig.) Rösler 54’ | Marcatori |  |

| Arbitro: | Kircher |

|           |           |                |
| Holst 90’ | Marcatori | 30’ Kronaveter |

| Francoforte sul Meno 6 novembre 2011, ore 13:30 CET 14ª giornata | FSV Francoforte | 0 – 0 referto | Hansa Rostock | Frankfurter Volksbank Stadion (5 691 spett.)\| Arbitro: \| Metzen \| |
| Arbitro:                                                         | Metzen          |               |               |                                                                      |

| Arbitro: | Winkmann |

|            |           |                           |
| Mintál 50’ | Marcatori | 40’ Kruse 80’, 90’ Sağlık |

| Arbitro: | Leicher |

|                          |           |                                                       |
| Jänicke 63’ Albrecht 74’ | Marcatori | 49’ Pfertzel 54’ Quiring 59’, 67’ Mosquera 90’ Zoundi |

| Arbitro: | Kempter |

|                                    |           |  |
| Occéan 11’ Schröck 58’ Sararer 75’ | Marcatori |  |

#### Girone di ritorno
| Arbitro: | Kampka |

|                         |           |  |
| Meha 17’ Proschwitz 51’ | Marcatori |  |

| Arbitro: | Aytekin |

|                                    |           |                           |
| von Walsleben-Schied 1’ Mintál 57’ | Marcatori | 43’ (rig.) Dedič 90’ Poté |

| Arbitro: | Ittrich |

|                             |           |          |
| Federico 19’ Gelashvili 75’ | Marcatori | 63’ Borg |

| Arbitro: | Cortus |

|                                             |           |                      |
| Mintál 30’, 52’ Jänicke 36’ Borg 82’ (rig.) | Marcatori | 33’ Bajić 40’ Šukalo |

| Aquisgrana 19 febbraio 2012, ore 14:10 CET 22ª giornata | Alemannia Aquisgrana | 0 – 0 referto | Hansa Rostock | Stadio Tivoli (14 178 spett.)\| Arbitro: \| Wingenbach \| |
| Arbitro:                                                | Wingenbach           |               |               |                                                           |

| Arbitro: | Stegemann |

|                 |           |                             |
| Borg 22’ (rig.) | Marcatori | 50’ (aut.) Gusche 72’ Ikeng |

| Arbitro: | Fischer |

|                                          |           |                         |
| Theuerkauf 6’ Kumbela 40’ Zimmermann 79’ | Marcatori | 13’ Perthel 51’ Jänicke |

| Arbitro: | Weiner |

|            |           |                                                              |
| Müller 63’ | Marcatori | 13’ Köhler 42’ Schildenfeld 77’ Kittel 84’ Rode 87’ Idrissou |

| Arbitro: | Steinhaus-Webb |

|                          |           |                               |
| Iashvili 45’, 79’ (rig.) | Marcatori | 36’ (aut.) Staffeldt 61’ Borg |

| Arbitro: | Welz |

|  |           |                 |
|  | Marcatori | 22’ Hochscheidt |

| Arbitro: | Ittrich |

|  |           |          |
|  | Marcatori | 80’ Borg |

| Arbitro: | Hartmann |

|                              |           |               |
| Weilandt 29’ Fink 61’ (aut.) | Marcatori | 85’ Jovanović |

| Arbitro: | Kinhöfer |

|  |           |           |
|  | Marcatori | 90’ Peitz |

| Arbitro: | Metzen |

|  |           |                                         |
|  | Marcatori | 4’ Yelen 57’, 64’ Micanski 69’, 75’ Yun |

| Arbitro: | Schmidt |

|                             |           |  |
| Ebbers 12’, 49’ Bartels 79’ | Marcatori |  |

| Arbitro: | Wingenbach |

|                                                                          |           |                                           |
| Carlos Silvio 17’ Parensen 26’ Mattuschka 28’ (rig.) Ede 47’ Göhlert 69’ | Marcatori | 3’ Holst 10’ Semmer 32’ Gusche 54’ Mintál |

| Arbitro: | Stieler |

|                       |           |                       |
| Gusche 59’ Mintál 90’ | Marcatori | 35’ Nöthe 68’ Sararer |

### Coppa di Germania
| Arbitro: | Schmidt |

|                                  |                      |                                       |
| Jänicke 36’ Košťál 55’           | Marcatori            | 52’ Aydin 72’ Ginczek                 |
| Wiemann Langen Lartey Ziegenbein | Tiri di rigore 3 – 5 | Kefkir Aydin Freier Federico Maltritz |

## Statistiche

### Statistiche di squadra
| Competizione      | Punti | In casa | In casa | In casa | In casa | In casa | In casa | In trasferta | In trasferta | In trasferta | In trasferta | In trasferta | In trasferta | Totale | Totale | Totale | Totale | Totale | Totale | DR  |
| Competizione      | Punti | G       | V       | N       | P       | Gf      | Gs      | G            | V            | N            | P            | Gf           | Gs           | G      | V      | N      | P      | Gf     | Gs     | DR  |
| ----------------- | ----- | ------- | ------- | ------- | ------- | ------- | ------- | ------------ | ------------ | ------------ | ------------ | ------------ | ------------ | ------ | ------ | ------ | ------ | ------ | ------ | --- |
| 2. Bundesliga     | 27    | 17      | 3       | 7       | 7       | 20      | 32      | 17           | 2            | 5            | 10           | 14           | 31           | 34     | 5      | 12     | 17     | 34     | 63     | -29 |
| Coppa di Germania | -     | 1       | 0       | 1       | 0       | 2       | 2       | 0            | 0            | 0            | 0            | 0            | 0            | 1      | 0      | 1      | 0      | 2      | 2      | 0   |
| Totale            | 27    | 18      | 3       | 8       | 7       | 22      | 34      | 17           | 2            | 5            | 10           | 14           | 31           | 35     | 5      | 13     | 17     | 36     | 65     | -29 |

### Andamento in campionato
| Giornata  | 1  | 2  | 3  | 4  | 5  | 6  | 7  | 8  | 9  | 10 | 11 | 12 | 13 | 14 | 15 | 16 | 17 | 18 | 19 | 20 | 21 | 22 | 23 | 24 | 25 | 26 | 27 | 28 | 29 | 30 | 31 | 32 | 33 | 34 |
| --------- | -- | -- | -- | -- | -- | -- | -- | -- | -- | -- | -- | -- | -- | -- | -- | -- | -- | -- | -- | -- | -- | -- | -- | -- | -- | -- | -- | -- | -- | -- | -- | -- | -- | -- |
| Luogo     | C  | T  | C  | T  | C  | T  | C  | T  | C  | T  | C  | T  | C  | T  | C  | C  | T  | T  | C  | T  | C  | T  | C  | T  | C  | T  | C  | T  | C  | T  | C  | T  | T  | C  |
| Risultato | P  | N  | N  | N  | N  | P  | N  | P  | N  | P  | V  | P  | N  | N  | P  | P  | P  | P  | N  | P  | V  | N  | P  | P  | P  | N  | P  | V  | V  | V  | P  | P  | P  | N  |
| Posizione | 13 | 12 | 13 | 14 | 13 | 16 | 15 | 16 | 17 | 17 | 15 | 15 | 14 | 15 | 16 | 17 | 17 | 18 | 17 | 18 | 18 | 18 | 18 | 18 | 18 | 18 | 18 | 18 | 17 | 17 | 17 | 17 | 18 | 18 |

Legenda:

Luogo: C = Casa; T = Trasferta. Risultato: V = Vittoria; N = Pareggio; P = Sconfitta.

### Statistiche dei giocatori
!! colspan="4" | Totale

| Giocatore               | 2. Bundesliga | 2. Bundesliga | 2. Bundesliga | 2. Bundesliga | Coppa di Germania L. Albrecht | Coppa di Germania L. Albrecht | Coppa di Germania L. Albrecht | Coppa di Germania L. Albrecht | 7        | 1    | 0           | 0          | 0 | 0 | 0 | 0 | 7 | 1 | 0 | 0 |
| Giocatore               | Presenze      | Reti          | Ammonizioni   | Espulsioni    | Presenze                      | Reti                          | Ammonizioni                   | Espulsioni                    | Presenze | Reti | Ammonizioni | Espulsioni |   |   |   |   |   |   |   |   |
| M. Blum                 | 19            | 0             | 1             | 0             | 1                             | 0                             | 0                             | 0                             | 20       | 0    | 1           | 0          |   |   |   |   |   |   |   |   |
| F. Borg                 | 14            | 5             | 1             | 0             | 0                             | 0                             | 0                             | 0                             | 14       | 5    | 1           | 0          |   |   |   |   |   |   |   |   |
| J. Brinkies             | 0             | 0             | 0             | 0             | 0                             | 0                             | 0                             | 0                             | 0        | 0    | 0           | 0          |   |   |   |   |   |   |   |   |
| T. Grupe                | 1             | 0             | 0             | 0             | 0                             | 0                             | 0                             | 0                             | 1        | 0    | 0           | 0          |   |   |   |   |   |   |   |   |
| S. Gusche               | 11            | 2             | 0             | 1             | 0                             | 0                             | 0                             | 0                             | 11       | 2    | 0           | 1          |   |   |   |   |   |   |   |   |
| J. Hahnel               | 7             | 0             | 0             | 0             | 0                             | 0                             | 0                             | 0                             | 7        | 0    | 0           | 0          |   |   |   |   |   |   |   |   |
| M. Holst                | 23            | 3             | 5             | 0             | 0                             | 0                             | 0                             | 0                             | 23       | 3    | 5           | 0          |   |   |   |   |   |   |   |   |
| M. Janečka              | 15            | 0             | 1             | 0             | 0                             | 0                             | 0                             | 0                             | 15       | 0    | 1           | 0          |   |   |   |   |   |   |   |   |
| P. Jensen               | 0             | 0             | 0             | 0             | 0                             | 0                             | 0                             | 0                             | 0        | 0    | 0           | 0          |   |   |   |   |   |   |   |   |
| E. Jordanov             | 12            | 0             | 2             | 0             | 0                             | 0                             | 0                             | 0                             | 12       | 0    | 2           | 0          |   |   |   |   |   |   |   |   |
| T. Jänicke              | 32            | 4             | 4             | 0             | 1                             | 1                             | 0                             | 0                             | 33       | 5    | 4           | 0          |   |   |   |   |   |   |   |   |
| P. Košťál               | 10            | 0             | 1             | 0             | 1                             | 1                             | 0                             | 0                             | 11       | 1    | 1           | 0          |   |   |   |   |   |   |   |   |
| D. Langen               | 6             | 0             | 0             | 0             | 1                             | 0                             | 0                             | 0                             | 7        | 0    | 0           | 0          |   |   |   |   |   |   |   |   |
| M. Lartey               | 15            | 0             | 2             | 0             | 1                             | 0                             | 0                             | 0                             | 16       | 0    | 2           | 0          |   |   |   |   |   |   |   |   |
| M. Mintál               | 24            | 6             | 1             | 0             | 1                             | 0                             | 0                             | 0                             | 25       | 6    | 1           | 0          |   |   |   |   |   |   |   |   |
| K. Müller               | 27            | 0             | 0             | 0             | 1                             | 0                             | 0                             | 0                             | 28       | 0    | 0           | 0          |   |   |   |   |   |   |   |   |
| R. Müller               | 28            | 1             | 6             | 0             | 1                             | 0                             | 0                             | 0                             | 29       | 1    | 6           | 0          |   |   |   |   |   |   |   |   |
| K. Pannewitz            | 21            | 1             | 6             | 0             | 0                             | 0                             | 0                             | 0                             | 21       | 1    | 6           | 0          |   |   |   |   |   |   |   |   |
| D. Peitz                | 19            | 2             | 8             | 0             | 0                             | 0                             | 0                             | 0                             | 19       | 2    | 8           | 0          |   |   |   |   |   |   |   |   |
| S. Pelzer               | 24            | 0             | 6             | 0             | 1                             | 0                             | 0                             | 0                             | 25       | 0    | 6           | 0          |   |   |   |   |   |   |   |   |
| T. Perthel              | 25            | 1             | 7             | 0             | 1                             | 0                             | 0                             | 0                             | 26       | 1    | 7           | 0          |   |   |   |   |   |   |   |   |
| P. Schyrba              | 16            | 0             | 3             | 0             | 1                             | 0                             | 0                             | 0                             | 17       | 0    | 3           | 0          |   |   |   |   |   |   |   |   |
| T. Semmer               | 22            | 2             | 4             | 0             | 0                             | 0                             | 0                             | 0                             | 22       | 2    | 4           | 0          |   |   |   |   |   |   |   |   |
| M. Starke               | 5             | 0             | 0             | 0             | 0                             | 0                             | 0                             | 0                             | 5        | 0    | 0           | 0          |   |   |   |   |   |   |   |   |
| T. Weilandt             | 24            | 1             | 1             | 1             | 0                             | 0                             | 0                             | 0                             | 24       | 1    | 1           | 1          |   |   |   |   |   |   |   |   |
| M. Wiemann              | 24            | 0             | 11            | 1             | 1                             | 0                             | 0                             | 0                             | 25       | 0    | 11          | 1          |   |   |   |   |   |   |   |   |
| B. Ziegenbein           | 15            | 1             | 2             | 0             | 1                             | 0                             | 0                             | 0                             | 16       | 1    | 2           | 0          |   |   |   |   |   |   |   |   |
| M. von Walsleben-Schied | 21            | 2             | 4             | 0             | 1                             | 0                             | 0                             | 0                             | 22       | 2    | 4           | 0          |   |   |   |   |   |   |   |   |